# Стюарт, Френч
Милтон Френч Стюарт (англ. Milton French Stewart; род. 20 февраля 1964 года, Альбукерке, Нью-Мексико, США) — американский актёр и продюсер.

## Биография

### Карьера
Мать Френча была домохозяйкой, а его отчим — специалистом по микрофильмированию. Френч Стюарт учился в Американской академии драматического искусства, затем работал в театре. Был связан с Гильдией киноактёров США, работал в студии «Ханна-Барбера». До появления в кино Френч в течение семи лет гастролировал с местными театрами. После получения популярности в «Третьей планете от Солнца» Френч начал принимать участие в различных рекламных роликах.
20 апреля 2013 года Френч Стюарт был специальным гостем на телешоу «Марвин Марвин», был участником также и других телевизионных программ. Исполняет преимущественно комические роли в фильмах и сериалах, наиболее известные из них: «Звёздные врата», «Покидая Лас-Вегас», «Блеск славы», «Останавливающие время», «Геркулес», «Журнал мод», «Клава, давай!», «Шоу 70-х», «Один дома 4», «Инспектор Гаджет 2», «Финес и Ферб», «Наблюдение», «Отправь их в ад, Мэлоун!», «Крошка из Беверли-Хиллз 2», «30 ночей паранормального явления с одержимой девушкой с татуировкой дракона», «Пандемия», «Кости», «Касл», «Зик и Лютер», «Дни нашей жизни», «Звёздные врата: Вселенная», «Ясновидец», «Мамочка», 
«Сообщество (телесериал)» и другие.

### Личная жизнь
19 мая 1998 года Френч женился на актрисе Кэтрин Ланаса, однако пара развелась в 2009 году. 11 июня 2011 года Стюарт женился на актрисе Ванессе Перкинс. И 28 июня 2013 года у супругов родилась дочь — Хелена Клэр Стюарт.

## Награды
- 1997: Премия Гильдии киноактёров США за ситком «Третья планета от Солнца»
- 1998: Премия Гильдии киноактёров США за ситком «Третья планета от Солнца»
- 1999: Премия Гильдии киноактёров США за ситком «Третья планета от Солнца»
- 2000: Дневная премия «Эмми» за озвучивание в мультсериале «Геркулес»
- 2011: 2 награды «Ovation Awards» в театральных пьесах[4]